# Wilhelm Wolff (Landrat)
Wilhelm Wolff (* 1. Mai 1876 in Münster; † 5. August 1914) war ein deutscher Verwaltungsjurist.

## Leben
Wolff besuchte das Evangelisch Stiftische Gymnasium Gütersloh, wo er 1894 auch die Reifeprüfung ablegte. Anschließend studierte er an der Georg-August-Universität Göttingen Rechtswissenschaft. 1895 wurde er im Corps Bremensia aktiv. Nach den Examen trat er in die innere Verwaltung Preußens. Als Regierungsassessor wurde er 1903 kommissarischer Landrat im Kreis Schubin. Die endgültige Ernennung erfolgte erst sieben Jahre später (noch als Regierungsassessor) am 3. Oktober 1910. Vier Tage nach Beginn des Ersten Weltkriegs wurde er auf einer Dienstfahrt von einem Militärposten versehentlich erschossen.